# Quince Duncan
Quince Duncan Moodie (San José, 5 de diciembre de 1940) es el primer escritor costarricense afrocaribeño en idioma español. Su trabajo se refiere, por lo general, a la población afrocaribeña que vive en la costa Caribe de su país. Sus novelas y cuentos han recibido el Premio Nacional de Literatura y el Premio Editorial Costa Rica. .

## Biografía
Quince Duncan Moodie, de ascendencia jamaicana (tercera generación), nació en San José en 1940. Pasó su infancia en Estrada en el Caribe costarricense. Asistió a la escuela de ese lugar hasta sexto grado en inglés y cuarto grado en español. En 1956 participó con una redacción sabre el árbol en un concurso literario que convocó el Ministerio de Agricultura con motivo de celebrarse la semana de los recursos naturales y ganó el primer lugar. En este mismo año se trasladó a San José.
Fue profesor de la Universidad Nacional de Costa Rica, presidente de la Asociación de Autores de Obras Literarias, Artísticas y Científicas de Costa Rica, miembro del Consejo Directivo y presidente de la editorial Costa Rica y miembro del jurado de los premios nacionales. Toda su vida ha estudiado la cultura de los afrocostarricenses con un especial énfasis en el racismo en Costa Rica. En mayo de 2025 ingresó como miembro numerario a la Academia Costarricense de la Lengua.
En 2001, la Universidad de St. Olaf en Northfield (Estados Unidos), le otorgó el doctorado honoris causa por su labor académica y literaria y por su lucha a favor de los Derechos Humanos.
En enero de 2015 fue nombrado Comisionado de Asuntos de la Comunidad Afrocostarricense por parte del Gobierno de Luis Guillermo Solís Rivera.
Tiene tres hijos de su primer matrimonio, Andrés, Jaime y Pablo. A ellos les dedicó Los cuentos del Hermano Araña. También tiene dos hijas de su segundo matrimonio, Shara y Denise.

## Obra
- El pozo y una carta (cuento, 1969).[3]
- Bronce (cuento, 1970).
- Una canción en la madrugada (cuento, 1970).
- Hombres curtidos (novela, 1971).
- El negro en Costa Rica (ensayo, 1972), con Carlos Meléndez Chaverri.
- Los cuatro espejos (novela, 1973).
- Los cuentos del Hermano Araña (infantil, 1975).
- El negro en la literatura costarricense (ensayo, 1975).
- Los cuentos de Jack Mantorra (infantil, 1977).
- La paz del pueblo (novela, 1978).
- Final de calle (novela, 1980).
- "Teoría y práctica del racismo" (ensayo, 1984), con Lorein Powell.[4]
- Kimbo (novela, 1990).
- Un señor de chocolate (anécdotas, 1997).
- Contra el silencio (ensayo, 2001).
- A message from Rosa/ Un mensaje para rosa (novela, edición bilingüe, 2004).
- El afrorealismo: una dimensión nueva de la literatura latinoamericana (ensayo, 2005).[5]
- Génesis y evolución del racismo real y doctrinario (ensayo, 2009).[6]
- El Pueblo afrodescendiente. Diálogos con el abuelo Juan Bautista Yahah. (ensayo dialogado, 2012)